# هيروشي ناكامورا
هيروشي ناكامورا (باليابانية: 中村宏؛ بالكانا: なかむら ひろし) هو رسام ياباني، ولد في 20 سبتمبر 1932 في هاماماتسو في اليابان.